# Mary Kom
Mary Kom, eigentlich Mangte Chungneijang Merykom (* 1. März 1983 in Kangathei, Manipur) ist eine indische Boxerin. Mit sechs Weltmeistertiteln gilt sie als die erfolgreichste Boxerin der Sportgeschichte.

## Boxkarriere
Mary Kom, oder auch MC Mary Kom, begann ihre boxerische Karriere im Jahr 2000. Im Folgejahr nahm sie bereits an den ersten Weltmeisterschaften in den USA teil und erreichte überraschend das Finale, wo sie gegen Julia Sahin unterlag und die Silbermedaille (-48 kg) gewann. Doch schon 2002 konnte sie sich bei den Weltmeisterschaften in der Türkei ihre erste Goldmedaille (-45 kg) sichern, nachdem sie unter anderem Swetlana Miroschnitschenko und Jang Song-ae besiegt hatte.
Ihre ersten Asienmeisterschaften gewann sie 2003 in Indien (-46 kg) und 2005 in der Republik China (-46 kg). Zudem gewann sie bei der Weltmeisterschaft 2005 in Russland ihre zweite Goldmedaille (-46 kg) mit einem Finalsieg gegen Jong Ok. 2006 konnte sie bei der Weltmeisterschaft in Indien ihre inzwischen dritte WM-Goldmedaille (-46 kg) erkämpfen. Sie hatte dabei im Halbfinale erneut Jong Ok und im Finale Steluta Duta geschlagen.
Bei den Asienmeisterschaften 2008 in Indien unterlag sie im Finale diesmal gegen Jong Ok und gewann Silber (-46 kg), revanchierte sich jedoch bei den Weltmeisterschaften 2008 in China mit einem Halbfinalsieg gegen Jong Ok und besiegte im Finale (-46 kg) auch erneut Steluta Duta.
Bei den Asienmeisterschaften 2010 in Kasachstan schlug sie im Finale erneut Jong Ok (-46 kg) und startete auch bei den ersten Frauenbewerben der Asienspiele 2010 in China. Aufgrund der begrenzten Gewichtsklassen musste sie in der für sie ungewohnten Klasse -51 kg starten und schied dabei im Halbfinale gegen Ren Cancan mit einer Bronzemedaille aus. Bei der Weltmeisterschaft 2010 auf Barbados blieb sie dann wieder ungeschlagen und sicherte sich mit Siegen gegen Natalie Lungo, Jenny Smith, Lynsey Holdaway, Alice Aparri und Steluta Duta ihre inzwischen fünfte WM-Goldmedaille (-48 kg).
2011 siegte sie beim ersten Asiencup der Frauen in China (-48 kg) und startete 2012 in der Klasse -51 kg bei den Asienmeisterschaften in der Mongolei, wo sie diesmal im Finale Ren Cancan schlagen konnte. Bei der Weltmeisterschaft 2012 in China unterlag sie aber dann im Viertelfinale (-51 kg) mit 11:13 gegen Nicola Adams und blieb erstmals bei einer WM ohne Medaillengewinn. Sie hatte sich jedoch mit dieser Platzierung bereits für die Olympischen Spiele 2012 in London qualifiziert, wo erstmals Frauenboxen ausgetragen wurde. In London besiegte sie Karolina Michalczuk und Maroua Rahali, ehe sie im Halbfinale erneut gegen Nicola Adams unterlag und eine Bronzemedaille (-51 kg) gewann.
Nach dem Gewinn der Asienspiele 2014 in Südkorea (-51 kg) und der Nichtteilnahme an der Weltmeisterschaft 2014 sowie der Asienmeisterschaft 2015, startete sie erst wieder bei den Weltmeisterschaften 2016 in Kasachstan. Dort unterlag sie überraschend in der zweiten Vorrunde gegen Azize Nimani, womit ihr auch ein Auftritt bei den Olympischen Spielen 2016 verwehrt blieb.
2017 gewann Kom wieder die Asienmeisterschaften in Vietnam (-48 kg) und startete bei den Weltmeisterschaften 2018 in Indien. Dort erreichte sie gegen Aigerim Kasenajewa, Wu Yu, Kim Hyang-mi und Anna Okhota den ersten Platz (-48 kg) und gewann damit ihre insgesamt sechste Goldmedaille, was sie zur erfolgreichsten Boxerin der Sportgeschichte werden ließ. Zudem gewann sie auch die Goldmedaille bei den Commonwealth Games 2018 (-48 kg) in Australien.
Bei den Weltmeisterschaften 2019 in Russland gewann sie in der Gewichtsklasse -51 kg eine Bronzemedaille, nachdem sie im Halbfinale gegen Buse Naz Çakıroğlu ausgeschieden war.
Bei den Asienmeisterschaften 2021 gewann sie Silber in der Klasse -51 kg und hatte sich durch den Gewinn einer Bronzemedaille bei der asiatischen Qualifikation 2020 auch einen Startplatz bei den 2021 in Tokio ausgetragenen Olympischen Spielen gesichert. Bei den Olympischen Spielen schied sie im Viertelfinale gegen die Kolumbianerin Íngrit Valencia aus. Während der Eröffnungsfeier war sie, gemeinsam mit dem Hockeyspieler Manpreet Singh, die Fahnenträgerin ihrer Nation.

## Auszeichnungen (Auswahl)
- 2020: Padma Vibhushan
- 2016: AIBA Legend Award (als erste Frau)
- 2013: Padma Bhushan
- 2009: Rajiv Gandhi Khel Ratna
- 2008: CNN-IBN Real Heroes Award
- 2006: Padma Shri
- 2003: Arjuna Award

Quelle: